# 宗悟寺
宗悟寺（そうごじ）は、埼玉県東松山市にある曹洞宗の寺院。

## 歴史
鎌倉時代初期、若狭局の開基である。若狭局は鎌倉幕府第2代将軍源頼家の妻妾であったが、比企能員の変による比企氏滅亡、夫の頼家の殺害により、比企氏の根拠地であった武蔵国比企郡に隠棲、頼家や自分が産んだ一幡、比企一族の菩提を弔う寺を創建した。これが当寺の起源である。
1590年（天正18年）、関白豊臣秀吉の命により、徳川家康は関東地方に転封された。家康の家臣の森川氏俊は当地を所領として与えられた。1592年（天正20年）、氏俊は近くの比丘尼山に位置していた当寺を現在地に移転させ、これまで「大谷山寿昌寺」と称していたのを「扇谷山宗悟寺」に改称させ、森川氏の菩提寺とした。
その後、森川氏の嫡流は旗本となっているが、氏俊の三男重俊は下総国に生実藩（現・千葉県千葉市）を立藩している。

## 文化財
- 森川氏累代の墓（東松山市指定文化財 昭和55年1月10日指定）[4]

## 境内
- 比企一族顕彰碑 - 境内に建立されている[5]。比企能員の変から820年目の2023年（令和5年）9月2日には比企氏を供養する法要が営まれた[5]。

## 交通アクセス
- 路線バス藤山停留所より徒歩29分。